# Diocesi di Ruteng
La diocesi di Ruteng (in latino Dioecesis Rutengensis) è una sede della Chiesa cattolica in Indonesia suffraganea dell'arcidiocesi di Ende. Nel 2024 contava 645.411 battezzati su 688.477 abitanti. È retta dal vescovo Siprianus Hormat.

## Territorio
La diocesi si trova nella parte occidentale dell'isola indonesiana di Flores, e comprende le reggenze di Manggarai e Manggarai Orientale.
Sede vescovile è la città di Ruteng, dove si trova la cattedrale di San Giuseppe e Santa Maria Assunta.
Il territorio è suddiviso in 61 parrocchie.

## Storia
Il vicariato apostolico di Ruteng fu eretto l'8 marzo 1951 con la bolla Omnium Ecclesiarum di papa Pio XII, ricavandone il territorio dal vicariato apostolico delle Isole della Piccola Sonda (oggi arcidiocesi di Ende).
Il 3 gennaio 1961 il vicariato apostolico è stato elevato a diocesi con la bolla Quod Christus di papa Giovanni XXIII.
Il 21 giugno 2024 ha ceduto una porzione di territorio a vantaggio dell'erezione della diocesi di Labuan Bajo.

## Cronotassi dei vescovi
Si omettono i periodi di sede vacante non superiori ai 2 anni o non storicamente accertati.
- Willem van Bekkum, S.V.D. † (8 marzo 1951 - 10 marzo 1972 dimesso)
- Vitalis Djebarus, S.V.D. † (17 marzo 1973 - 4 settembre 1980 nominato vescovo di Denpasar)
  - Sede vacante (1980-1984)
- Eduardus Sangsun, S.V.D. † (3 dicembre 1984 - 13 ottobre 2008 deceduto)
- Hubertus Leteng † (7 novembre 2009 - 11 ottobre 2017 dimesso)
  - Sede vacante (2017-2019)[1]
- Siprianus Hormat, dal 13 novembre 2019

## Statistiche
La diocesi nel 2024 su una popolazione di 688.477 persone contava 645.411 battezzati, corrispondenti al 93,7% del totale.
| anno | popolazione | popolazione | popolazione | presbiteri | presbiteri | presbiteri | presbiteri                | diaconi | religiosi | religiosi | parrocchie |
| anno | battezzati  | totale      | %           | numero     | secolari   | regolari   | battezzati per presbitero | diaconi | uomini    | donne     | parrocchie |
| ---- | ----------- | ----------- | ----------- | ---------- | ---------- | ---------- | ------------------------- | ------- | --------- | --------- | ---------- |
| 1969 | 229.547     | 283.000     | 81,1        | 48         | 3          | 45         | 4.782                     |         | 59        | 22        | 32         |
| 1980 | 350.528     | 395.000     | 88,7        | 65         | 7          | 58         | 5.392                     |         | 98        | 59        | 48         |
| 1990 | 430.709     | 471.561     | 91,3        | 126        | 32         | 94         | 3.418                     |         | 141       | 73        | 51         |
| 1999 | 575.015     | 645.239     | 89,1        | 117        | 55         | 62         | 4.914                     |         | 169       | 138       | 56         |
| 2000 | 576.115     | 645.239     | 89,3        | 126        | 64         | 62         | 4.572                     |         | 168       | 135       | 60         |
| 2001 | 544.192     | 607.348     | 89,6        | 130        | 64         | 66         | 4.186                     |         | 194       | 140       | 60         |
| 2002 | 579.755     | 616.907     | 94,0        | 185        | 87         | 98         | 3.133                     |         | 225       | 177       | 63         |
| 2004 | 615.330     | 637.193     | 96,6        | 199        | 110        | 89         | 3.092                     |         | 221       | 215       | 70         |
| 2010 | 673.596     | 717.000     | 93,9        | 241        | 128        | 113        | 2.795                     |         | 236       | 319       | 76         |
| 2014 | 777.390     | 875.142     | 88,8        | 239        | 147        | 92         | 3.252                     |         | 237       | 421       | 81         |
| 2017 | 851.920     | 949.870     | 89,7        | 242        | 150        | 92         | 3.520                     |         | 249       | 526       | 86         |
| 2020 | 742.390     | 834.800     | 88,9        | 279        | 156        | 123        | 2.660                     |         | 356       | 605       | 85         |
| 2022 | 712.000     | 966.385     | 73,7        | 296        | 176        | 120        | 2.405                     |         | 353       | 429       | 85         |
| 2024 | 645.411     | 688.477     | 93,7        | 219        | 132        | 87         | 2.947                     |         | 111       | 543       | 61         |